# Copa del Rey de rugby 2023-24
La Copa del Rey de rugby 2023-24 fue la edición número 91 de este torneo, comenzando en 1 de octubre y terminando el 4 de mayo en el estadio Ciudad de Valencia del Levante UD.

## Formato
Por sorteo se crearon 4 grupos de 3 equipos entre los 12 equipos participantes en la División de Honor de rugby 2023-24. Los partidos de cuartos de final correspondían a diversas jornadas de la temporada 2023-24 de la División de Honor.

## Cuartos de final

### Grupo 1
| Pos. | Equipo                     | Partidos | Partidos | Partidos  | Partidos | Partidos | Tantos  | Tantos    | Tantos | Ensayos | Ensayos   | Ensayos | Puntos |
| Pos. | Equipo                     | Jugados  | Ganados  | Empatados | Perdidos | Bonus    | A favor | En contra | Dif    | A favor | En contra | Dif     | Puntos |
| ---- | -------------------------- | -------- | -------- | --------- | -------- | -------- | ------- | --------- | ------ | ------- | --------- | ------- | ------ |
| 1    | C. P. Valencia Les Abelles | 0        | 0        | 0         | 0        | 0        | 0       | 0         | 0      | 0       | 0         | 0       | 0      |
| 2    | Pozuelo Rugby Unión        | 0        | 0        | 0         | 0        | 0        | 0       | 0         | 0      | 0       | 0         | 0       | 0      |
| 3    | VRAC Quesos Entrepinares   | 0        | 0        | 0         | 0        | 0        | 0       | 0         | 0      | 0       | 0         | 0       | 0      |

#### Partidos
| 22 de octubre de 2023 | C. P. Valencia Les Abelles | 43 – 28 | Pozuelo Rugby Unión | Polideportivo de Quatre Carreres, Valencia |  |

| 29 de octubre de 2023 | VRAC Quesos Entrepinares | 34 - 0 | C. P. Valencia Les Abelles | Campos de Pepe Rojo, Valladolid |  |

| 21 de diciembre de 2023 | Pozuelo Rugby Unión | 13 - 24 | VRAC Quesos Entrepinares | Valle de las Cañas, Pozuelo de Alarcón |  |

### Grupo 2
| Pos. | Equipo                      | Partidos | Partidos | Partidos  | Partidos | Partidos | Tantos  | Tantos    | Tantos | Ensayos | Ensayos   | Ensayos | Puntos |
| Pos. | Equipo                      | Jugados  | Ganados  | Empatados | Perdidos | Bonus    | A favor | En contra | Dif    | A favor | En contra | Dif     | Puntos |
| ---- | --------------------------- | -------- | -------- | --------- | -------- | -------- | ------- | --------- | ------ | ------- | --------- | ------- | ------ |
| 1    | Silicius Alcobendas         | 0        | 0        | 0         | 0        | 0        | 0       | 0         | 0      | 0       | 0         | 0       | 0      |
| 2    | F. C. Barcelona Rugby       | 0        | 0        | 0         | 0        | 0        | 0       | 0         | 0      | 0       | 0         | 0       | 0      |
| 3    | Recoletas Burgos Caja Rural | 0        | 0        | 0         | 0        | 0        | 0       | 0         | 0      | 0       | 0         | 0       | 0      |

#### Partidos
| 1 de octubre de 2023 | Recoletas Burgos Caja Rural | 48 – 26 | Silicius Alcobendas | Estadio San Amaro, Burgos |  |

| 17 de diciembre de 2023 | F. C. Barcelona Rugby | 17 - 45 | Recoletas Burgos Caja Rural | La Teixonera, Barcelona |  |

| 21 de enero de 2024 | Silicius Alcobendas | 28 - 29 | F. C. Barcelona Rugby | Las Terrazas, Alcobendas |  |

### Grupo 3
| Pos. | Equipo                | Partidos | Partidos | Partidos  | Partidos | Partidos | Tantos  | Tantos    | Tantos | Ensayos | Ensayos   | Ensayos | Puntos |
| Pos. | Equipo                | Jugados  | Ganados  | Empatados | Perdidos | Bonus    | A favor | En contra | Dif    | A favor | En contra | Dif     | Puntos |
| ---- | --------------------- | -------- | -------- | --------- | -------- | -------- | ------- | --------- | ------ | ------- | --------- | ------- | ------ |
| 1    | Labiana Real Ciencias | 0        | 0        | 0         | 0        | 0        | 0       | 0         | 0      | 0       | 0         | 0       | 0      |
| 2    | U. E. Santboiana      | 0        | 0        | 0         | 0        | 0        | 0       | 0         | 0      | 0       | 0         | 0       | 0      |
| 3    | PASEK Belenos         | 0        | 0        | 0         | 0        | 0        | 0       | 0         | 0      | 0       | 0         | 0       | 0      |

#### Partidos
| 26 de noviembre de 2023 | Labiana Real Ciencias | 25 – 20 | PASEK Belenos | I. D. La Cartuja, Sevilla |  |

| 28 de octubre de 2023 | PASEK Belenos | 32 - 36 | U. E. Santboiana | Estadio Yago Lamela, Avilés |  |

| 21 de enero de 2024 | U. E. Santboiana | 16 - 15 | Labiana Real Ciencias | Estadi Baldiri Aleu, San Baudilio de Llobregat |  |

### Grupo 4
| Pos. | Equipo                  | Partidos | Partidos | Partidos  | Partidos | Partidos | Tantos  | Tantos    | Tantos | Ensayos | Ensayos   | Ensayos | Puntos |
| Pos. | Equipo                  | Jugados  | Ganados  | Empatados | Perdidos | Bonus    | A favor | En contra | Dif    | A favor | En contra | Dif     | Puntos |
| ---- | ----------------------- | -------- | -------- | --------- | -------- | -------- | ------- | --------- | ------ | ------- | --------- | ------- | ------ |
| 1    | AMPO Ordizia RE         | 0        | 0        | 0         | 0        | 0        | 0       | 0         | 0      | 0       | 0         | 0       | 0      |
| 2    | CR Complutense Cisneros | 0        | 0        | 0         | 0        | 0        | 0       | 0         | 0      | 0       | 0         | 0       | 0      |
| 3    | C. R. El Salvador       | 0        | 0        | 0         | 0        | 0        | 0       | 0         | 0      | 0       | 0         | 0       | 0      |

#### Partidos
| 28 de octubre de 2023 | AMPO Ordizia RE | 19 - 38 | CR Complutense Cisneros | Estadio Municipal de Altamira, Villafranca de Ordizia |  |

| 26 de noviembre de 2023 | C. R. El Salvador | 50 - 20 | AMPO Ordizia RE | Campos de Pepe Rojo, Valladolid |  |

| 2 de diciembre de 2023 | CR Complutense Cisneros | 16 - 21 | C. R. El Salvador | Estadio Nacional Complutense, Madrid |  |

## Playoffs
|  | Semifinales                 | Semifinales           |                             |                          | Final             | Final             |  |
|  | 11 de febrero de 2024       | 11 de febrero de 2024 |                             |                          | 4 de mayo de 2024 | 4 de mayo de 2024 |  |
|  |                             |                       |                             |                          |                   |                   |  |
|  |                             |                       |                             |                          |                   |                   |  |
|  | Recoletas Burgos Caja Rural | 32                    |                             |                          |                   |                   |  |
|  | Recoletas Burgos Caja Rural | 32                    |                             |                          |                   |                   |  |
|  | U. E. Santboiana            | 17                    |                             |                          |                   |                   |  |
|  | U. E. Santboiana            | 17                    |                             | VRAC Quesos Entrepinares | 19                |                   |  |
|  |                             |                       |                             | VRAC Quesos Entrepinares | 19                |                   |  |
|  |                             |                       | Recoletas Burgos Caja Rural | 20                       |                   |                   |  |
|  | C. R. El Salvador           | 6                     | Recoletas Burgos Caja Rural | 20                       |                   |                   |  |
|  | C. R. El Salvador           | 6                     |                             |                          |                   |                   |  |
|  | VRAC Quesos Entrepinares    | 15                    |                             |                          |                   |                   |  |
|  | VRAC Quesos Entrepinares    | 15                    |                             |                          |                   |                   |  |
|  |                             |                       |                             |                          |                   |                   |  |